# The Cousteau Society
Pour les articles homonymes, voir Cousteau.
 (mars 2010).
Si vous disposez d'ouvrages ou d'articles de référence ou si vous connaissez des sites web de qualité traitant du thème abordé ici, merci de compléter l'article en donnant les références utiles à sa vérifiabilité et en les liant à la section « Notes et références ».
The Cousteau Society, connue en français comme La Société Cousteau, est une association à but non lucratif américaine d’exploration océanographique et de protection de la nature fondée en 1973 par le fameux marin et explorateur français Jacques-Yves Cousteau, actuellement présidée par sa seconde épouse Francine Cousteau depuis la disparition de son mari en 1997.

Logo du Parc océanique Cousteau représentant une baleine bleue autour du globe terrestre, avec le visage de Jacques-Yves Cousteau dans sa palette caudale, et autres logos utilisés par le commandant durant sa carrière.

## Historique
Cousteau quitte la Marine nationale en 1949 pour fonder les Campagnes océanographiques françaises (COF) en 1950 et se procure son célèbre navire océanographique, la Calypso pour explorer les fonds marins et produire des films documentaires à travers le monde. 
En 1956 il est récompensé par une Palme d'or du Festival de Cannes et en 1957 par l’Oscar du meilleur film documentaire pour Le Monde du silence, coréalisé avec Louis Malle, film qui inaugure sa célébrité et sa popularité, qui deviendront planétaires à partir de 1967 avec la série télévisée L’Odyssée sous-marine de l’Équipe Cousteau. En outre, en 1957, Cousteau est élu à la direction du Musée océanographique de Monaco.
En 1973, il crée aux États-Unis The Cousteau Society, vouée à l’exploration des océans de la planète pour sensibiliser l’humanité, par la cinématographie, à la nécessité de protéger les mers et la nature pour sauvegarder la vie en mer et sur terre et ainsi, la qualité de vie des générations actuelles et futures. 
En 1981, il fonde en France l’Équipe Cousteau avec qui il partage ses explorations sur toute la planète jusqu’à sa disparition le 25 juin 1997, à l’âge de 87 ans. Sa seconde épouse Francine Cousteau hérite de la plupart de ses biens et lui succède. De son côté, en 1999, Jean-Michel Cousteau, son fils aîné issu de son premier mariage avec Simone Cousteau, fonde la Ocean Futures Society aux États-Unis. 
Les deux héritiers ne parviennent pas à s’accorder et en novembre 2005, Jean-Michel Cousteau entreprend par voie judiciaire de faire valoir ses droits sur l’épave de la Calypso contre Francine Cousteau, seconde épouse et héritière du commandant. Le navire appartenant à l’Équipe Cousteau qu’elle préside, la justice finit par trancher en faveur de cette dernière.
Parmi la descendance qui continue l’œuvre de Jacques-Yves Cousteau, mais en ordre dispersé, on trouve :
- les deux enfants de Jean-Michel Cousteau et de sa première épouse Anne-Marie, à savoir Fabien et Céline Cousteau avec leurs sociétés Fabien Cousteau Ocean Learning Center et The Outdoor film Fellowship[2];
- les deux enfants de Philippe Cousteau et de Janice Cousteau née Sullivan (en), à savoir Alexandra Cousteau et son frère Philippe junior[3],[4] avec leur société EarthEcho International[5],[6], membres également de l'organisation Oceana[7];
- les deux enfants de Jacques-Yves et Francine Cousteau, à savoir Diane et Pierre-Yves Cousteau, héritiers de The Cousteau Society.

## Quelques missions de laCousteau Society
- La protection des milieux marins littoraux, comme les récifs coralliens tropicaux.
- La protection des mammifères marins.
- Le développement durable de la pêche et la limitation de la pêche industrielle pour ne pas épuiser les stocks.
- L'éducation écologique de l'Humanité par des conférences, rencontres avec les dirigeants du monde, livres, films documentaires, etc.